# 国道47号
国道47号（こくどう47ごう）は、宮城県仙台市宮城野区から山形県酒田市に至る一般国道である。

## 概要

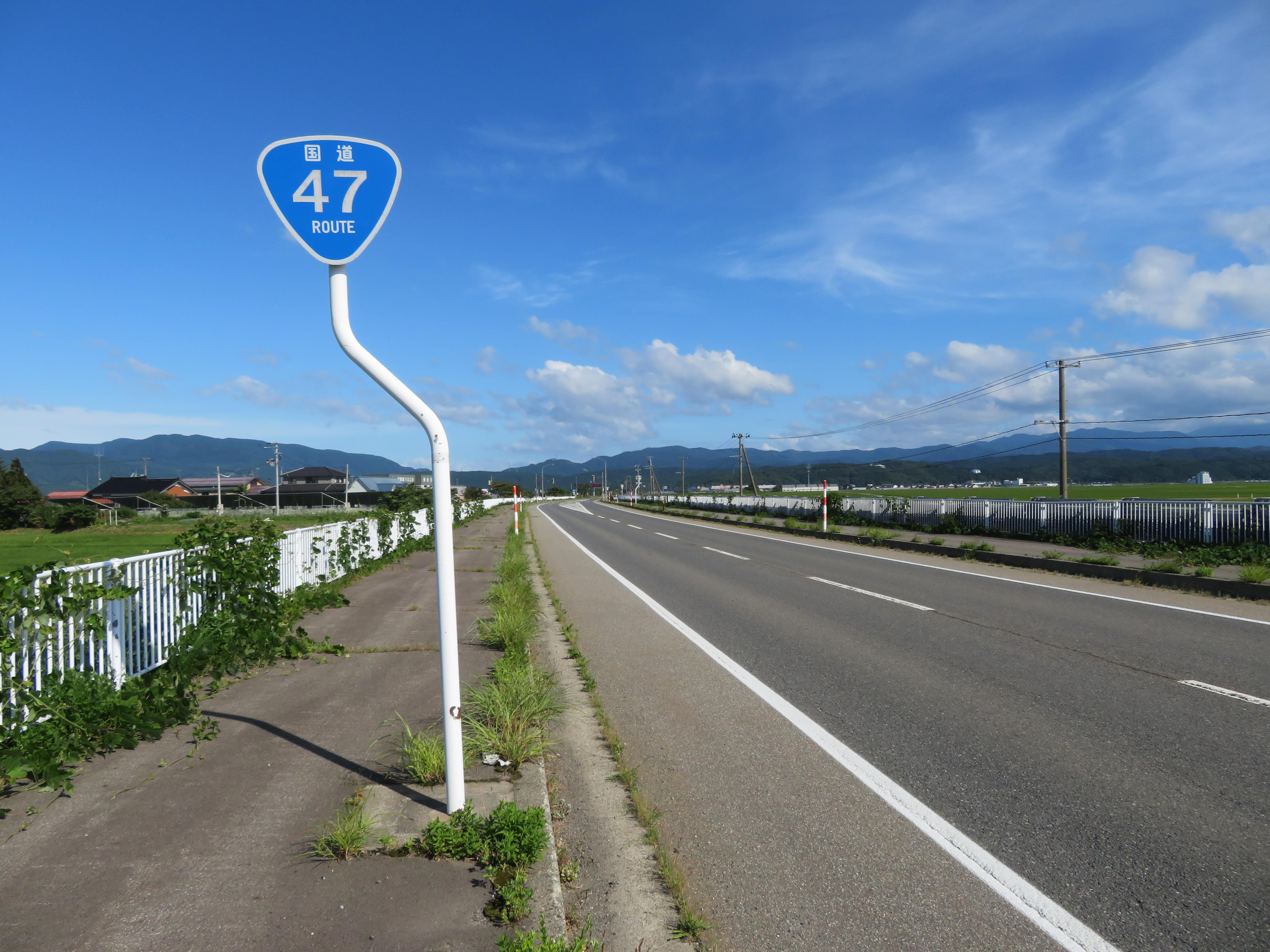
山形県東田川郡庄内町古関付近

仙台市から大崎市までの区間は国道4号と重複しており、一般的には大崎市から酒田市にいたる一般国道として認識されている。
三陸自動車道（仙塩道路）から東北自動車道、国道4号に至る仙台北部道路は国道47号のバイパスである。

### 路線データ
一般国道の路線を指定する政令に基づく起終点および重要な経過地は次のとおり。
- 起点：仙台市（宮城野区日の出町二丁目3番27、苦竹IC = 国道4号上、国道6号終点、国道45号交点）
- 終点：酒田市（東町二丁目1番2、東大町交差点 = 国道7号交点）
- 重要な経過地：古川市[注釈 2]、宮城県玉造郡岩出山町[注釈 2]、同郡鳴子町[注釈 2]、山形県最上郡舟形町、新庄市、同県東田川郡立川町[注釈 3]
- 総延長 : 188.0 km（宮城県 84.0 km、仙台市 11.9 km、山形県 92.2 km）重用延長を含む。[2][注釈 4]
- 重用延長 : 41.8 km（宮城県 29.9 km、仙台市 11.9 km、山形県 - km）[2][注釈 4]
- 未供用延長 : なし[2][注釈 4]
- 実延長 : 146.2 km（宮城県 54.1 km、仙台市 - km、山形県 92.2 km）[2][注釈 4]
  - 現道 : 146.2 km（宮城県 54.1 km、仙台市 - km、山形県 92.2 km）[2][注釈 4]
  - 旧道 : なし[2][注釈 4]
  - 新道 : なし[2][注釈 4]
- 指定区間：仙台市宮城野区日の出町二丁目3番27 - 酒田市東町二丁目1番2（全線）[3]

## 歴史
- 1953年（昭和28年）5月18日 - 二級国道108号石巻酒田線（宮城県石巻市 - 山形県東田川郡新堀村（現：酒田市））
- 1963年（昭和38年）4月1日 - 一級国道47号（宮城県仙台市 - 山形県酒田市）

古川市 - 酒田市が昇格し起点を仙台市に変更、108号は、二級国道108号石巻横手線となり、鬼首峠経由で現在とほぼ同じ経路となる。
- 1965年（昭和40年）4月1日 - 一般国道47号（宮城県仙台市 - 山形県酒田市）

## 路線状況

### 別名
- 北羽前街道（最上街道）
- 鶴岡街道

### バイパス
- 仙台北部道路（宮城県）
- 岩出山バイパス（宮城県）
- 川渡バイパス（宮城県）
- 亀割バイパス（山形県）
- 新庄酒田道路
  - 新庄南バイパス（山形県）
  - 新庄古口道路（山形県）
  - 高屋防災（山形県）
  - 高屋道路（山形県）
  - 戸沢立川道路（山形県）
  - 余目酒田道路（山形県）
- 狩川バイパス（山形県）
- 南野バイパス[4]（山形県）

※ 余目バイパスは当路線の一部として整備されたが、余目酒田道路の供用に伴い全線が山形県道に降格された。

### 重複区間
- 国道4号（宮城県仙台市宮城野区・苦竹IC（起点） - 大崎市・上古川交差点）
- 国道108号（宮城県大崎市古川・上古川交差点 - 大崎市鳴子温泉・新屋敷交差点）
- 国道457号（宮城県大崎市岩出山下野目 - 大崎市岩出山池月・池月交差点）
- 国道458号（山形県新庄市長坂・長坂交差点 - 新庄市本合海・本合海交差点）
- 国道345号（東田川郡庄内町狩川・狩川矢倉交差点 - 庄内町狩川・西興野交差点）

### 道の駅
- 宮城県
  - 三本木（大崎市、国道4号重複区間内）
  - あ・ら・伊達な道の駅（大崎市）
- 山形県
  - もがみ（最上郡最上町）
  - とざわ（最上郡戸沢村）

### 事前通行規制区間
| 区間                                  | 規制内容                       |
| ------------------------------------- | ------------------------------ |
| 新庄市畑 - 最上郡戸沢村蔵岡間         | 連続雨量150 mm以上の場合通行止 |
| 最上郡戸沢村猪鼻 - 最上郡戸沢村草薙間 | 連続雨量150 mm以上の場合通行止 |

交通規制を参照

## 地理

### 通過する自治体
- 宮城県

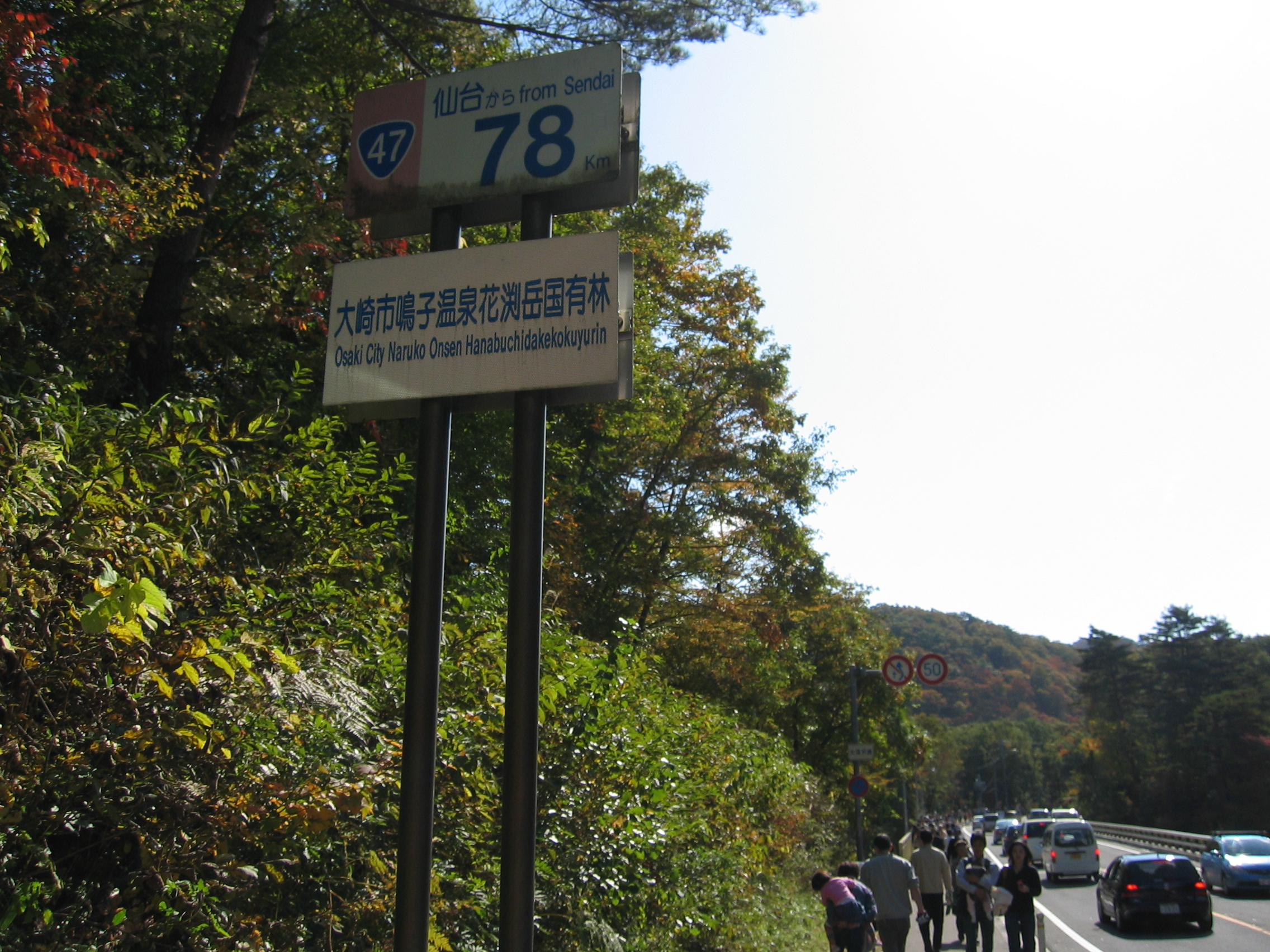
鳴子峡（宮城県大崎市鳴子温泉花渕）付近の国道47号。仙台市から78kmのキロポスト

  - 仙台市（宮城野区 - 泉区） - 富谷市 - 黒川郡大和町 - 黒川郡大衡村 - 大崎市
- 山形県
  - 最上郡最上町 - 最上郡舟形町 - 新庄市 - 最上郡戸沢村 - 東田川郡庄内町 - 酒田市

### 交差する道路
- 宮城県
  - 国道6号・国道45号（仙台市宮城野区・苦竹IC起点）
  - 国道4号（仙台市宮城野区・苦竹IC -（重複）- 大崎市・上古川交差点）
  - 東北自動車道泉IC（仙台市泉区）
  - 国道347号（大崎市・城西交差点）
  - 国道108号（大崎市・上古川交差点 -（重複）- 新屋敷交差点）
  - 東北自動車道古川IC（大崎市）
  - 国道457号（大崎市岩出山下野目 -（重複）- 池月交差点）
- 山形県
  - 国道13号（新庄市・鳥越交差点）
  - 国道13号尾花沢新庄道路新庄IC（新庄市＜新庄南バイパス＞）
  - 国道458号（新庄市・長坂交差点 -（重複）- 本合海交差点）
  - 国道345号（東田川郡庄内町・狩川矢倉交差点 -（重複）- 西興野交差点）
  - 日本海東北自動車道酒田中央IC（酒田市）
  - 国道7号（酒田市・東大町交差点終点）

### 主な峠
- 中山峠（標高350 m）：宮城県大崎市 - 山形県最上郡最上町